# Anas Taybi
Anas Taybi (en arabe : أنس الطيبي), né le 25 mars 1996 à Kénitra (Maroc), est un joueur de futsal international marocain.

## Biographie

### Carrière en club
Il commence le futsal d'abord aux Talents de Kénitra (ATDSK) avec lesquels il remporte le championnat régional.
Il parfait par la suite sa formation au Dina Kénitra FC, club de deuxième division, avec lequel il évolue jusqu'en 2019 pour rejoindre un autre club de la ville de Kénitra, Oussoud Khabazat (AOKHK), qui évolue aussi en D2 et avec lequel il parvient dès sa première saison à accéder à l'élite
Taybi reste à l'AOKHK jusqu'à l'été 2022 lorsqu'il change de région pour rejoindre le Faucon Agadir (ASFA). Mais il ne dispute que la première partie de saison avec le club gadiri puisqu'en janvier 2023, il le quitte pour le Loukkous Ksar El Kébir (CLKK).
En mai 2023, il atteint la finale de la Coupe du Maroc après une défaite de 6-2 face à l'AS Faucon d'Agadir à Rabat.

### Carrière internationale
En novembre 2020, il participe à son premier stage d'entraînement avec la sélection du Maroc au Centre sportif de Maâmora. En décembre 2020, il dispute son premier match international face à la Roumanie à l'occasion d'une double confrontation à Salé (victoire, 5-2 et 6-1),.
En janvier et mars 2021, il retourne en sélection pour les préparations à la Coupe du monde de futsal de 2021. De retour en mai pour les préparations à la Coupe arabe des nations de futsal qui se déroule en Égypte, Anas Taybi n'est finalement pas retenu dans la liste définitive. Il n'est également pas repris dans la liste des mondialistes de Hicham Dguig en Lituanie. 
Le 2 et 3 mars 2022, il dispute une double confrontation face à l'équipe du Bahreïn à Manama,.
Le mois suivant, il est sélectionné pour prendre part à une double confrontation amicale face à l'Argentine les 2 et 3 avril à la salle du Complexe sportif Moulay-Abdallah. Bien que dans le groupe et inscrit sur la feuille des deux matchs, il n'entre en jeu dans aucune des deux rencontres.
Le 8 mai, il retourne au camp d'entraînement pour un stage du 9 au 11 mai avec les éléments clé de la sélection A, afin de préparer la prochaine Coupe arabe des nations qui se déroule en Arabie saoudite,. Le 17 juin 2022, il est sélectionné pour la Coupe arabe de futsal 2022 à Dammam en Arabie saoudite,. Le Maroc remporte facilement la compétition après de multiples victoires, notamment face au Koweït (victoire, 6-4), la Somalie (victoire, 16-0), la Mauritanie (victoire, 13-0), la Libye (3-0), l'Egypte en demi-finale (victoire, 5-2) et l'Irak en finale (victoire, 3-0),.
Après la Coupe arabe, il prend part avec la sélection à la Coupe des confédérations de futsal en Thaïlande durant le mois de septembre 2022. Compétition que le Maroc remporte pour la première fois en s'imposant face à l'Iran en finale (4-3).
Il est convoqué pour participer au mois de mars 2023 à deux doubles confrontations amicales, contre l'Irak et l'Estonie. Il ne prend part qu'aux matchs face aux Estoniens,,.
Le mois qui suit, Hicham Dguig le convoque pour participer à un tournoi international organisé par la FRMF qui voit la participation de la France, de la Croatie et du Japon. Tournoi que les Marocains remportent chez eux, après s'être imposés face aux Japonais (3-2) et fait deux matchs nuls, contre la Croatie (3-3) et la France (4-4). Taybi ne participe qu'au match face aux Français,,.
Dans le cadre des préparations à la Coupe arabe 2023, Anas Taybi est convoqué pour une double confrontation amicale face à la Slovaquie les 27 et 29 mai au Complexe Mohammed VI.
Il est convoqué par Hicham Dguig pour la Coupe arabe qui se tient à Djeddah du 6 au 16 juin 2023 qui voit le Maroc triompher pour la 3e fois. Bien que dans le groupe, Anas Taybi ne prend part à aucune rencontre du tournoi.

## Statistiques

### En sélection
Le tableau suivant liste les rencontres de l'équipe du Maroc auxquelles Anas Taybi a pris part :

## Palmarès
| CL Ksar El Kebir :                                                                   | Maroc (5) : |
| ------------------------------------------------------------------------------------ | --- |
| - Championnat du Maroc - Vice-champion : 2023 - Coupe du Trône - Finaliste : 2021-22 | - Coupe arabe des nations (2) - Champion : 2022 et 2023 - Coupe des confédérations (1) - Champion : 2022 - Tournoi international de Rabat (2) - Vainqueur : 2023, et 2025 |